# Grünender Pfeffer-Milchling
Der Grünende Pfeffer-Milchling (Lactifluus glaucescens, Syn.: Lactarius pergamenus, Lactarius glaucescens) ist eine Pilzart aus der Familie der Täublingsverwandten (Russulaceae). Es ist ein großer, weißlicher Milchling mit sehr gedrängt stehenden und am Stiel herablaufenden Lamellen und einem glatten, weißlichen Hut. Die weiße Milch ist sehr scharf und trocknet grünlich ein, mit Kalilauge verfärbt sie sich orangegelb. Der Pilz wächst in Laubwäldern, gern bei Buchen und Eichen. Er ist seltener als der nah verwandte Langstielige Pfeffer-Milchling und erscheint oft erst später im Jahr. Der meist als ungenießbar bezeichnete Milchling ist wie sein langstieliges Gegenstück bedingt essbar.

## Merkmale

### Makroskopische Merkmale

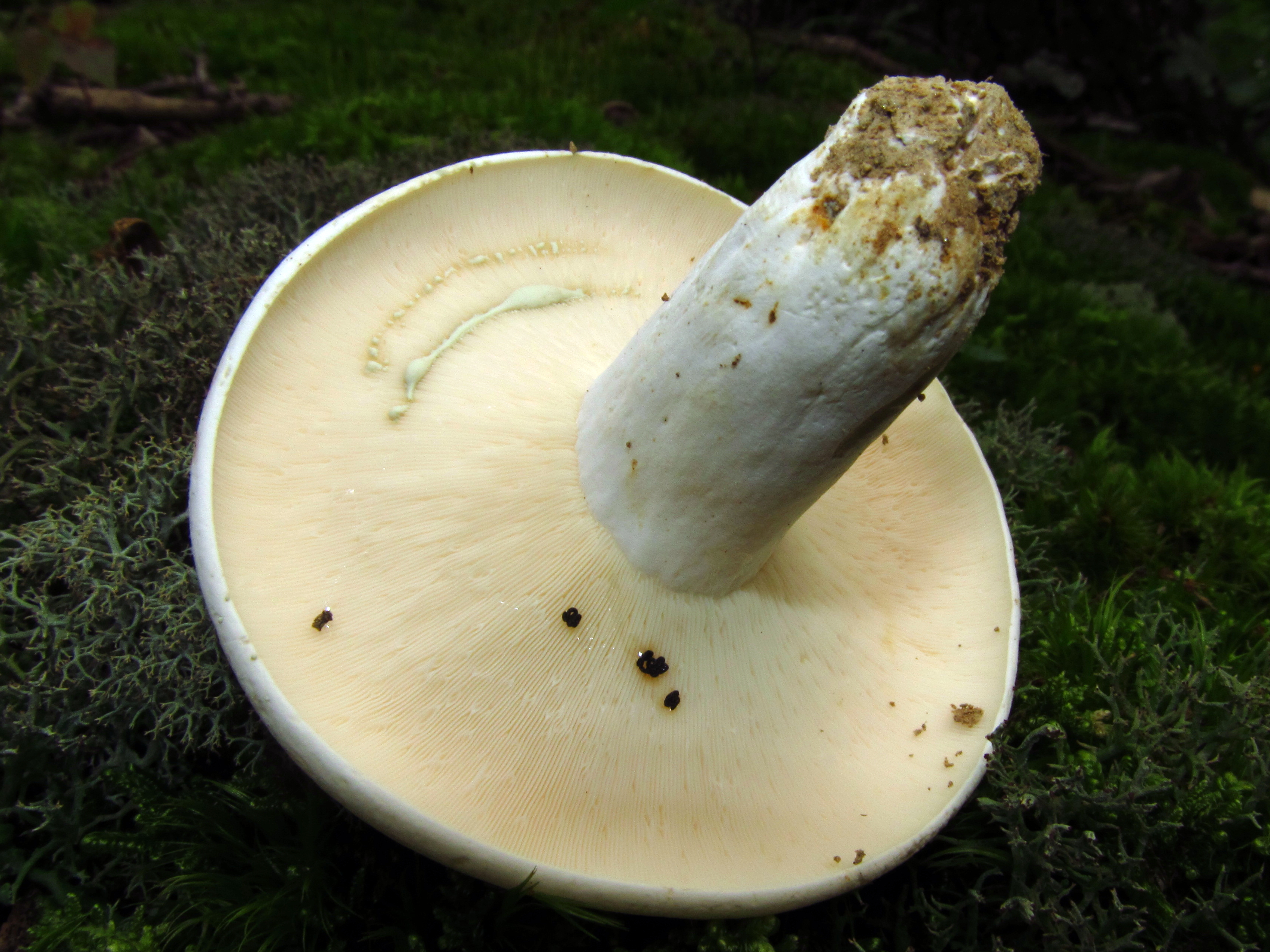
Der Grünende Milchling hat sehr schmale, engstehende Lamellen. Die weiße Milch verfärbt sich nach einiger Zeit graugrünlich bis olivgrün.

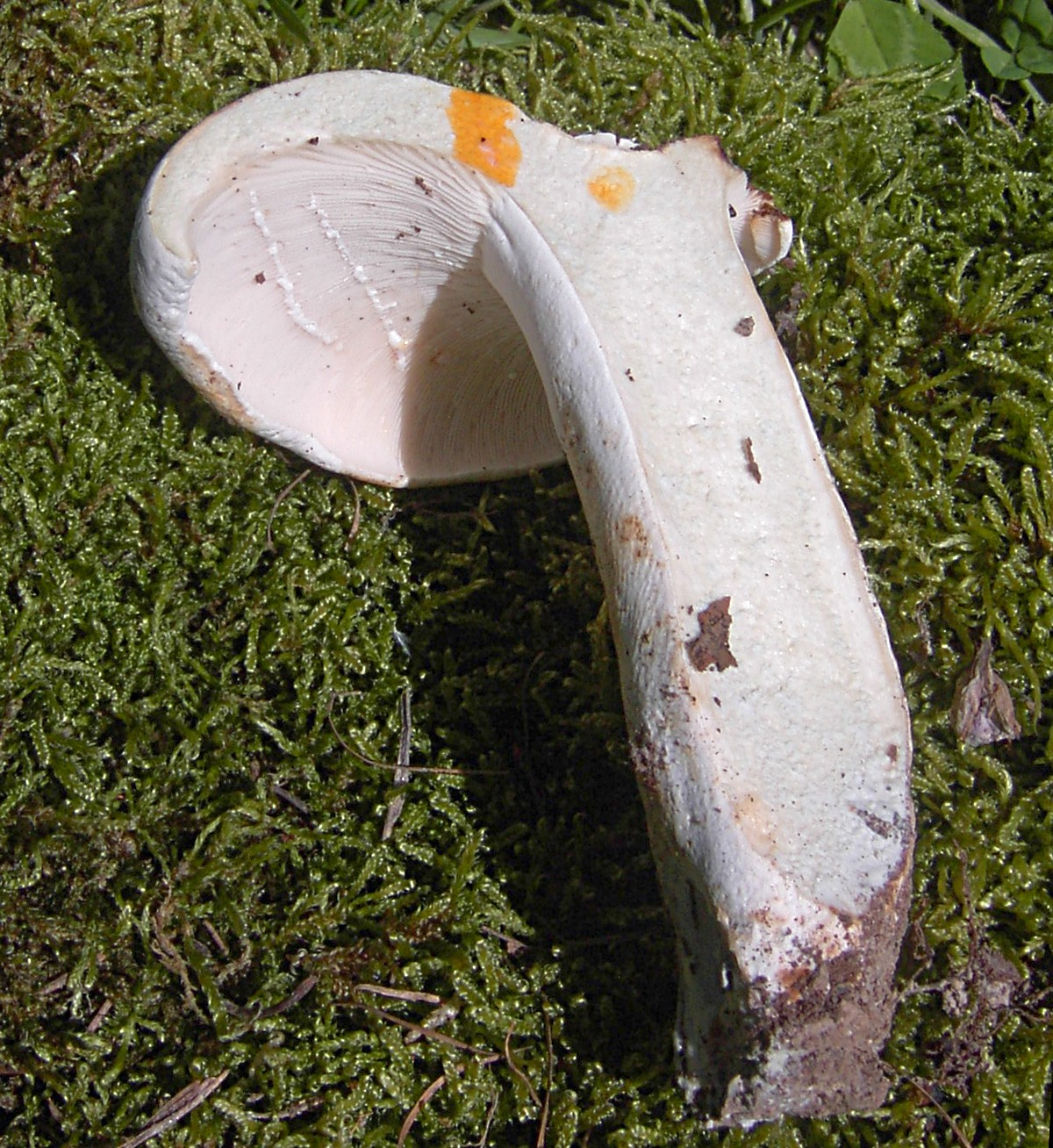
Mit 5%iger Kalilauge verfärbt sich das Fleisch innerhalb von Sekunden gelborange

Der Hut ist 5–15 cm breit, jung flach gewölbt, bald ausgebreitet, später in der Mitte niedergedrückt und im Alter trichterförmig vertieft. Die glatte Oberfläche ist trocken, undeutlich samtig und matt bis seidig glänzend. Oft ist sie unregelmäßig ocker-gelblich gefleckt und manchmal leicht radial gerunzelt. Der Hut ist weiß bis blass cremefarben und der Rand jung eingebogen und später glatt und scharf.
Die sehr gedrängt stehenden, sehr schmalen, nur bis 2 mm breiten Lamellen laufen am Stiel herab. Sie sind weißlich mit bläulich grünem Schimmer und verfärben sich beim Eintrocknen der Milch grünlich und nach Stunden immer schmutzig bräunlich. Sie sind häufig gegabelt und die Schneiden erscheinen unter der Lupe fein fransig. Das Sporenpulver ist weiß.
Der zylindrische und zur Basis hin verjüngte Stiel ist 3–9 cm lang und 1–4 cm breit. Er ist weiß bis blass cremefarben und in der Regel kürzer als der Durchmesser des Hutes. Die Oberfläche ist trocken und glatt bis längsaderig oder furchig.
Das weißliche Fleisch ist sehr fest und dick und verfärbt sich nach 3–4 Stunden grünlich. Es schmeckt scharf, riecht schwach obstartig und beim Eintrocknen auch nach Honig. Die ziemlich spärliche Milch ist weiß und verfärbt sich beim Eintrocknen olivgrün und mit KOH gelborange. Sie schmeckt sofort sehr scharf (schärfer als das Fleisch) und bitter.

### Mikroskopische Merkmale
Die fast kugeligen bis elliptischen Sporen sind durchschnittlich 7,4–8,5 µm lang und 5,8–6,4 µm breit. Der Q-Wert (Quotient aus Sporenlänge und -breite) ist 1,2–1,4. Das Sporenornament wird bis 0,2 (0,3) µm hoch und besteht aus zahlreichen, unregelmäßigen und isoliert stehenden Warzen und kürzeren Rippen, die teilweise verbunden sind, aber nur ein sehr unvollständiges Netz, mit fast nur offenen Maschen bilden. Der Hilarfleck ist inamyloid.
Die spindeligen bis keuligen Pleuromakrozystiden sind häufig und entspringen tief im Lamellentrama und stehen meist stark hervor. Sie sind 60–90 µm lang und 7–10 µm breit. Die Lamellenschneiden sind fast ausschließlich mit zahlreichen, stark hervortretenden Cheilomakrozystiden besetzt. Sie messen 55–70 × 7–9 µm.
Die Huthaut (Pileipellis) ist ein Hyphoepithelium, das aus einer 80–120 µm dicken Suprapellis besteht, die eine darunterliegende zelluläre Schicht verdeckt, die aus dünnen, durchscheinenden Hyphen besteht, die im oberen Teil (1) 2–4 µm und im unteren Teil 3–5 (6) µm breit sind. Die Subpellis besteht fast vollständig aus mehr oder weniger isodiametrischen Zellen. In der Suprapellis kommen zahlreiche, zylindrische bis ziemlich keulige und bis zu 4 µm breite Pileozystiden vor. Die Hyphenwände sind teilweise gelatinisiert.

## Artabgrenzung
Der an vergleichbaren Standorten vorkommende Langstielige Pfeffer-Milchling (Lactifluus piperatus) sieht sehr ähnlich aus und ist nur mikroskopisch anhand der anders aufgebauten und mit 10–30 µm viel dünneren Hutdeckschicht zu unterscheiden. Während man beim Langstieligen Pfeffer-Milchling in der Huthaut viele Sphaerozysten finden kann, fehlen diese beim Grünenden Pfeffer-Milchling, da bei ihm die dicke Suprapellis von Hyphen gebildet wird.
Oft werden zur Unterscheidung weitere makroskopische und makrochemische Merkmale herangezogen. Sie sind jedoch nicht konstant und können sich bei beiden Arten überschneiden. So verfärbt sich die Milch des Langstieligen Pfeffer-Milchlings an der Luft seltener grünlich und mit KOH seltener gelborange. Außerdem ist der Hut oft querrunzelig, besonders am Rande (beim Grünendem meist völlig glatt), der Hutrand kahl (beim Grünenden flaumhaarig) und der Stiel lang (beim Grünenden relativ kurz). Zudem stehen die Lamellen beim Langstieligen Pfeffer-Milchling noch dichter. Ein weiteres Unterscheidungsmerkmal ist die Sulfoformolreaktion. Der Grünende Pfeffer-Milchling verfärbt sich damit für gewöhnlich bläulich bis violett, während der Langstielige Pfeffer-Milchling meist keine Reaktion zeigt.
Weitere, ähnliche Arten sind der Wollige Milchling (Lactifluus vellereus) und der Scharfmilchende Wollschwamm (Lactifluus bertillonii), die aber kräftiger und kurzstieliger sind, eine deutlich samtig-filzige Hutoberfläche haben und sich mikroskopisch durch die als Lamprotrichoderm aufgebaute Hutdeckschicht unterscheiden.

## Ökologie
Der Mykorrhizapilz geht bevorzugt mit Rotbuchen, möglicherweise auch mit anderen Laubbäumen wie Hainbuchen und Eichen eine Symbiose ein. Die Fruchtkörper erscheinen einzeln bis gesellig in Buchen- und Laubmischwäldern. Der Pilz mag frische, mehr oder weniger kalkhaltige Böden.

## Verbreitung

Verbreitung des Grünenden Pfeffer-Milchlings in Europa. Grün eingefärbt sind Länder, in denen der Milchling nachgewiesen wurde. Grau dargestellt sind Länder ohne Quellen oder Länder außerhalb Europas.

Der Milchling wurde in Nordamerika (USA) Nordafrika (Marokko), Nordasien (Japan, Südkorea) und in Europa nachgewiesen. In Europa ist er insgesamt ziemlich selten. In England und Schottland kommt er ziemlich zerstreut vor, fehlt aber auf der Irischen Insel. Auch in den Niederlanden und Belgien ist er sehr selten. Im Norden reicht sein Verbreitungsgebiet bis nach Südfennoskandinavien. In Norwegen stammt sein nördlichster Nachweis aus Møre og Romsdal und in Schweden aus der Nähe von Uppsala. Auch in Südfinnland wurde er nachgewiesen. In Südeuropa reicht sein Verbreitungsgebiet von Spanien im Südwesten bis nach Griechenland und Makedonien im Südosten. Auch in Osteuropa kann er in den Baltischen Staaten und Russland gefunden werden.
In Deutschland ist der Milchling recht selten bis zerstreut verbreitet, wurde aber von der Norddeutschen-Tiefebene bis ins Alpenvorland nachgewiesen. In Hessen und Nordrhein-Westfalen ist der Milchling stark gefährdet (RL2), in Schleswig-Holstein gar vom Aussterben bedroht (RL1). In der Schweiz ist der Milchling verbreitet, aber nicht häufig. Man findet ihn dort vor allem im Jura, dem Hochrhein und Mittellandgebiet und in den Voralpen und außerdem im südlichen Tessin.

## Systematik
Lactifluus glaucescens wurde 1900 durch C. Crossland erstmals beschrieben. Da Hesler und Smith 1979 die Art zur Varietät herabstuften, ist Lactarius piperatus var. glaucescens ein nomenklatorisches Synonym. Das 1979 beschriebene Taxon Lactarius eburneus Z. Schaef. wird von den meisten Autoren als taxonomisches Synonym angesehen. Ein weiteres Synonym ist Lactifluus piperatus im Sinne von Romagnesi. Dieser glaubte 1956 zeigen zu können, dass Fries mit seinem Lactifluus piperatus den Grünenden Pfeffer-Milchling gemeint hatte, während der friesische Lactifluus pergamenus dem Lactifluus piperatus nach heutigem Verständnis entspricht und schlug deshalb eine Änderungen des wissenschaftlichen Artnamens vor. (Wobei Fries in seinem Werk Epicrisis systematis mycologici die Schreibweise pargamenus verwendete). Romagnesis Interpretation wurde von den anderen Taxonomen aber nicht geteilt, stattdessen verwendeten Bon, Moser und anderen Autoren das Epithet pergamenus (Sw.:Fr.) Fr. anstelle von glaucescens. Ein weiteres Synonym ist laut M. Basso auch Lactarius piperatus var. pergamenus (Sw.: Fr.) Bataille. Das Artattribut (Epitheton) "glaucescens" bedeutet, blaugrau oder grüngrau werdend. Das Epithet "pergamenus" hingegen leitet sich wohl von spätlateinischem Begriff (charta) pergamēna(Pergament) ab und ist eine Anspielung auf die glatte, pergamentartige Huthaut. Im niederländischen heißt der Milchling daher auch "Perkamentachtige melkzwam" (Pergamentartiger Milchling).

### Infragenerische Systematik
Lactifluus piperatus ist bei Bon in die Sektion Albati gestellt. Diese Sektion enthält große, weißliche Milchlinge, die mehr oder weniger scharf schmecken und einen nur schwach ausgeprägten Geruch haben. Die Milch ist zumindest anfangs weiß. M. Basso und Heilmann-Clausen stellen den Milchling aufgrund von mikroskopischen Merkmalen in die Gattung Lactifluus, die innerhalb der gleichnamigen Untergattung steht. Die Vertreter der Sektion haben weißliche Hüte und sehr gedrängt stehende Lamellen. Die Huthaut (Pileipellis) ist ein Hyphoepithelium.

## Bedeutung
Als scharf schmeckender Milchling gilt der Grünende wie auch der Langstielige Pfeffer-Milchling eigentlich als ungenießbar, gleichwohl kann er wie dieser mit Speck und Zwiebeln scharf angebraten werden und soll dann recht wohlschmeckend sein.